# Lines of Action
Lines of Action (LoA) é um jogo eletrônico de tabuleiro para dois jogadores, jogado num tabuleiro 8x8 com vinte e quatro peças (doze pretas e doze brancas), inventado por Claude Soucie por volta de 1960.
Foi pela primeira vez publicado por Sid Sacksoan em 1969 em “A Gamut of Games” e foi um sucesso imediato entre os aficionados deste tipo de jogos.
O LoA é indicado para maiores de dez anos e tem uma duração média de jogo de meia hora. Até ao momento não foi descoberto nenhuma sequência de jogadas que garanta uma probabilidade vitória de 100%.

## Regras
1. Cada jogador controla doze peças de uma cor, um jogador controla as peças pretas e o outro as brancas.
2. As peças pretas são colocadas em duas filas, seis na fila de cima e seis na fila de baixo. As peças brancas são colocadas em duas colunas, seis na coluna da esquerda e seis na coluna da direita. (Ver figura 1)
3. Jogador com as peças pretas joga primeiro.
4. Em cada volta, o jogador tem que mover uma peça, um certo número de casas em linha recta. O número de casas é exactamente igual ao número de peças, independentemente da sua cor, que existem na linha de movimento (Lines of Action = “Linhas de Acção”). (Ver figura 2)
5. O jogador pode saltar por cima das próprias peças.
6. O jogador não pode saltar por cima das peças do adversário, mas pode captura-las, se a sua peça parar sobre a peça do adversário.
7. O objectivo do jogo é colocar todas as peças que possui ligadas. As ligações entre peças podem ser verticais, horizontais ou diagonais. O primeiro jogador a consegui-lo é o vencedor. (Ver figura 3)
8. Se um jogador ficar reduzido, por capturas, a uma peça, esse jogador é o vencedor.
9. Se numa jogada, ocorrer uma situação de vitória para ambos os jogadores (regra 7), o jogador que efectuou essa jogada é o vencedor.
10. Se um jogador não conseguir fazer nenhuma jogada, este jogador perde.